# Górawino (przystanek kolejowy)
Górawino – zlikwidowany w 1945 roku przystanek osobowy w Górawinie, w gminie Bobolice, w powiecie koszalińskim, w województwie zachodniopomorskim, w Polsce.